# Northlake (Illinois)
Northlake je grad u američkoj saveznoj državi Ilinois. Prema popisu stanovništva iz 2010. u njemu je živjelo 12.323 stanovnika.